# Kabinett Ramaphosa II
Das südafrikanische Kabinett Ramaphosa II wurde am 29. Mai 2019 von Cyril Ramaphosa vorgestellt und am Folgetag vereidigt. Erstmals gehören dem Kabinett ebenso viele Männer und Frauen an. Die Zahl der Ministerien wurde von 36 auf 27 verringert. Ramaphosas Vizepräsident blieb David Mabuza. Das Kabinett löste das Kabinett Ramaphosa I ab, das Ramaphosa 2018 nach seiner erstmaligen Wahl zum Präsidenten berufen hatte.

## Kabinett
Dem Kabinett gehörten bei der ersten Vereidigung 27 Minister, weitere Stellvertretende Minister sowie der Präsident und der Vizepräsident an. Im Verlaufe der Amtsperiode kam es zu Umbesetzungen.
| Geschäftsbereich | Amtsinhaber | Amtsinhaber             | Amtszeit  | Geschlecht | Partei | Stellvertreter                                        |
| --- | ----------- | ----------------------- | --------- | ---------- | ------ | ----------------------------------------------------- |
| Präsident President |             | Cyril Ramaphosa         | seit 2019 | m          | ANC    | siehe Vizepräsident                                   |
| Vizepräsident Deputy President |             | David Mabuza            | 2019–2023 | m          | ANC    | entfällt                                              |
| Vizepräsident Deputy President |             | Paul Mashatile          | seit 2023 | m          | ANC    | entfällt                                              |
| Präsidentenkanzlei Presidency |             | Jackson Mthembu         | 2019–2021 | m          | ANC    | -                                                     |
| Präsidentenkanzlei Presidency |             | Mondli Gungubele        | 2021–2023 | m          | ANC    | Thembi Siweya, Pinky Kekana, Zizi Kodwa               |
| Präsidentenkanzlei Presidency |             | Khumbudzo Ntshavheni    | seit 2023 | w          | ANC    | Nomasonto Motaung, Kenneth Morolong                   |
| Minister für Elektrizität beim Präsidenten Minister in the Presidency for Electricity                                                  |             | Kgosientsho Ramokgopa   | seit 2023 | m          | ANC    |                                                       |
| Ministerin für Planung, Überwachung und Evaluierung beim Präsidenten Minister of Planning, Monitoring and Evaluation in the Presidency |             | Maropene Ramokgopa      | seit 2023 | w          | ANC    | Thembi Siweya                                         |
| Ministerin für Frauen, Jugend und Behinderte beim Präsidenten Minister of Women, Youth and Persons with Disabilities in the Presidency |             | Maite Nkoana-Mashabane  | 2019–2023 | w          | ANC    | Hlengiwe Mkhize                                       |
| Ministerin für Frauen, Jugend und Behinderte beim Präsidenten Minister of Women, Youth and Persons with Disabilities in the Presidency |             | Nkosazana Dlamini-Zuma  | seit 2023 | w          | ANC    | Sisisi Tolashe                                        |
| Ministerin für Landwirtschaft, Landreform und ländliche Entwicklung Minister of Agriculture, Land Reform and Rural Development         |             | Thoko Didiza            | seit 2019 | w          | ANC    | Sdumo Dlamini, Mcebisi Skwatsha                       |
| Minister für Grundbildung Minister of Basic Education                                                                                  |             | Angie Motshekga         | seit 2019 | w          | ANC    | Regina Mhaule                                         |
| Minister für Kommunikation und Digitaltechnologien Minister of Communications and Digital Technologies                                 |             | Stella Ndabeni-Abrahams | 2019–2021 | w          | ANC    | Pinky Kekana                                          |
| Minister für Kommunikation und Digitaltechnologien Minister of Communications and Digital Technologies                                 |             | Khumbudzo Ntshavheni    | 2021–2023 | w          | ANC    | Philly Mapulane                                       |
| Minister für Kommunikation und Digitaltechnologien Minister of Communications and Digital Technologies                                 |             | Mondli Gungubele        | seit 2023 | m          | ANC    | Philly Mapulane                                       |
| Ministerin für Kooperation und Traditionelle Angelegenheiten Minister of Cooperative Governance and Traditional Affairs                |             | Nkosazana Dlamini-Zuma  | 2019–2023 | w          | ANC    | Parks Tau, Obed Bapela, Thembi Nkadimeng              |
| Ministerin für Kooperation und Traditionelle Angelegenheiten Minister of Cooperative Governance and Traditional Affairs                |             | Thembi Nkadimeng        | seit 2023 | w          | ANC    | Parks Tau, Zolile Burns-Ncamashe                      |
| Ministerin für Verteidigung und Veteranenangelegenheiten Minister of Defence and Military Veterans                                     |             | Nosiviwe Mapisa-Nqakula | 2019–2021 | w          | ANC    | Thabang Makwetla (seit 29. Mai 2019), Kebby Maphatsoe |
| Ministerin für Verteidigung und Veteranenangelegenheiten Minister of Defence and Military Veterans                                     |             | Thandi Ruth Modise      | seit 2021 | w          | ANC    | Thabang Makwetla                                      |
| Minister für Handel, Industrie und Wettbewerb Minister of Trade, Industry and Competition                                              |             | Ebrahim Patel           | seit 2019 | m          | ANC    | Fikile Majola, Nomalungelo Gina                       |
| Minister für Beschäftigung und Arbeit Minister of Employment and Labour                                                                |             | Thulos Nxesi            | seit 2019 | m          | ANC    | Boitumelo Moloi                                       |
| Ministerin für Forstwirtschaft, Fischerei und Umwelt Minister of Forestry, Fisheries and Environment                                   |             | Barbara Creecy          | seit 2019 | w          | ANC    | Maggie Sotyu                                          |
| Minister für Finanzen Minister of Finance                                                                                              |             | Tito Mboweni            | 2019–2021 | m          | ANC    | David Masondo                                         |
| Minister für Finanzen Minister of Finance                                                                                              |             | Enoch Godongwana        | seit 2021 | m          | ANC    | David Masondo                                         |
| Minister für Gesundheit Minister of Health                                                                                             |             | Zweli Mkhize            | 2019–2021 | m          | ANC    | Joe Phaahla                                           |
| Minister für Gesundheit Minister of Health                                                                                             |             | Joe Phaahla             | seit 2021 | m          | ANC    | Sibongiseni Dhlomo                                    |
| Minister für Hochschulbildung, Wissenschaft und Technologie Minister of Higher Education, Science and Technology                       |             | Blade Nzimande          | seit 2019 | m          | SACP   | Buti Manamela                                         |
| Minister für Innere Angelegenheiten Minister of Home Affairs                                                                           |             | Aaron Motsoaledi        | seit 2019 | m          | ANC    | Njabulo Nzuza                                         |
| Ministerin für Siedlungen, Wasser und Abwasser Minister of Human Settlements, Water and Sanitation                                     |             | Lindiwe Sisulu          | 2019–2021 | w          | ANC    |                                                       |
| Ministerin für Siedlungsangelegenheiten Minister of Human Settlements                                                                  |             | Mmamoloko Kubayi        | seit 2021 | w          | ANC    | Pam Tshwete, David Mahlobo                            |
| Ministerin für Internationale Angelegenheiten und Kooperation Minister of International Relations and Cooperation                      |             | Naledi Pandor           | seit 2019 | w          | ANC    | Alvin Botes, Candith Mashego-Dlamini                  |
| Minister für Justiz und Strafvollzug Minister of Justice and Correctional Services                                                     |             | Ronald Lamola           | seit 2019 | m          | ANC    | John Jeffery, Inkosi Phathekile Holomisa              |
| Minister für Bergbau und Energie Minister of Mineral Resources and Energy                                                              |             | Gwede Mantashe          | seit 2019 | m          | ANC    | Bavelile Hlongwa (bis 13. September 2019)             |
| Minister für Polizei Minister of Police                                                                                                |             | Bheki Cele              | seit 2019 | m          | ANC    | Cassel Mathale                                        |
| Minister für Staatsunternehmen Minister of Public Enterprises                                                                          |             | Pravin Gordhan          | seit 2019 | m          | ANC    | Phumulo Masualle                                      |
| Minister für Öffentliche Dienstleistungen und Verwaltung Minister of Public Service and Administration                                 |             | Senzo Mchunu            | 2019–2021 | m          | ANC    | Ayanda Dlodlo                                         |
| Minister für Öffentliche Dienstleistungen und Verwaltung Minister of Public Service and Administration                                 |             | Ayanda Dlodlo           | 2021–2023 | w          | ANC    | Sindy Chikunga                                        |
| Minister für Öffentliche Dienstleistungen und Verwaltung Minister of Public Service and Administration                                 |             | Noxolo Kiviet           | seit 2023 | w          | ANC    | Chana Pilane-Majake                                   |
| Minister für öffentliche Arbeiten und Infrastruktur Minister of Public Works and Infrastructure                                        |             | Patricia de Lille       | 2019–2023 | w          | Good   | Noxolo Kiviet                                         |
| Minister für öffentliche Arbeiten und Infrastruktur Minister of Public Works and Infrastructure                                        |             | Sihle Zikalala          | seit 2023 | m          | ANC    | Bernice Swarts                                        |
| Minister zur Entwicklung von Kleinunternehmen Minister of Small Business Development                                                   |             | Khumbudzo Ntshavheni    | 2019–2021 | w          | ANC    | Rosemary Capa                                         |
| Minister zur Entwicklung von Kleinunternehmen Minister of Small Business Development                                                   |             | Stella Ndabeni-Abrahams | seit 2021 | w          | ANC    | Dipuo Peters, Sidumo Dlamini                          |
| Ministerin für soziale Entwicklung Minister of Social Development                                                                      |             | Lindiwe Zulu            | seit 2019 | w          | ANC    | Henrietta Bogopane-Zulu                               |
| Minister für Sport, Kunst und Kultur Minister of Sports, Arts and Culture                                                              |             | Nathi Mthethwa          | 2019–2023 | m          | ANC    | Nocawe Mafu                                           |
| Minister für Sport, Kunst und Kultur Minister of Sports, Arts and Culture                                                              |             | Zizi Kodwa              | seit 2023 | m          | ANC    | Nocawe Mafu                                           |
| Ministerin für Staatssicherheit Minister of State Security                                                                             |             | Ayanda Dlodlo           | 2019–2021 | w          | ANC    | Zizi Kodwa                                            |
| Ministerin für Tourismus Minister of Tourism                                                                                           |             | Mmamoloko Kubayi        | 2019–2021 | w          | ANC    | Fish Mahlalela                                        |
| Ministerin für Tourismus Minister of Tourism                                                                                           |             | Lindiwe Sisulu          | 2021–2023 | w          | ANC    | Fish Mahlalela                                        |
| Ministerin für Tourismus Minister of Tourism                                                                                           |             | Patricia de Lille       | seit 2023 | w          | Good   | Fish Mahlalela                                        |
| Minister für Verkehr Minister of Transport                                                                                             |             | Fikile Mbalula          | 2019–2023 | m          | ANC    | Dikeledi Magadzi, Sindisiwe Chikunga                  |
| Minister für Verkehr Minister of Transport                                                                                             |             | Sindisiwe Chikunga      | seit 2023 | w          | ANC    | Lisa Mangcu                                           |
| Minister für Wasser und Sanitärversorgung Minister of Water and Sanitation                                                             |             | Senzo Mchunu            | seit 2021 | m          | ANC    | Dikeledi Magadzi (w), David Mahlobo (m)               |